# Conseil de George Town
Le Conseil de George Town est une zone d'administration locale sur la côte nord de la Tasmanie en Australie.
Le conseil ne comprend que la ville de George Town et sa banlieue.